# Jeanne Guyon
Jeanne-Marie Bouvier de La Motte-Guyon, conosciuta anche come Madame Guyon (Montargis, 13 aprile 1648 – Blois, 9 giugno 1717), è stata una mistica francese.

## Biografia
Jeanne-Marie Bouvier de La Motte nacque il 13 aprile 1648 a Montargis in una famiglia della piccola nobiltà.
Sposata a Jacques Guyon a soli 16 anni, rimase vedova all'età di 28. Dedicatasi quindi alla vita consacrata, fu indirizzata al quietismo dal barnabita padre La Combe, che aveva conosciuto Miguel Molinos (o quantomeno le sue idee) a Roma.
Nel 1685 uscì il libro Metodo molto breve e facile per pregare  (Moyen court et très facile de faire oraison), di chiara tendenza quietista: nello stato di perfezione è abolito ogni atto distinto dalla carità e vi si raggiunge una totale indifferenza, anche nei confronti della salvezza.
Le idee di Madame Guyon, anche in seguito al recente processo romano contro Molinos, destarono i primi allarmi e sospetti; ma la brillante vedova trovò allora il suo più valido aiuto nell'arcivescovo François de Salignac de La Mothe, noto come Fénelon, conosciuto a Saint-Cyr (Parigi), casa fondata da Madame de Maintenon per l'educazione delle ragazze nobili e nella quale la Guyon si era ritirata.
Dopo le prime accuse, gli scritti della Guyon furono affidati all'esame di una commissione composta dall'arcivescovo Jacques Bénigne Bossuet, Noailles, Trouson e dallo stesso Fénelon. I «Colloqui di Issy», tra il luglio del 1694 e il marzo del 1695, portarono, grazie all'intervento del Fénelon, che nel frattempo era diventato arcivescovo di Cambrai, alla redazione di un protocollo in 34 articoli sulla vita interiore, in cui si deploravano le scelte di vita spirituale di Madame Guyon.
I 34 articoli furono sottoposti a Madame Guyon, che accettò di firmarli e di conformarvisi. Ma un malinteso con Bossuet portò all'arresto della mistica, che fu rinchiusa nella Bastiglia, a Parigi, dove rimase cinque anni. Liberata il 21 marzo 1703, si trasferì a Blois, ove morì il 9 giugno 1717.